# Nordsee-Stadion
Das Nordsee-Stadion ist ein Fußballstadion mit Leichtathletikanlage im Stadtteil Lehe der zur Freien Hansestadt Bremen gehörenden Stadt Bremerhaven. Der OSC Bremerhaven trägt hier seine Heimspiele aus. Es ist auch Spielstätte des American-Football-Clubs der Bremerhaven Seahawks. Die Sportanlage bietet 10.000 Plätze. Auf der Haupttribüne befinden sich 4.000 überdachte Sitzplätze. Demgegenüber liegen 6.000 Stehplätze auf der Gegengeraden.

## Geschichte
1926 wurde auf dem ehemaligen Rangiergelände des Zollinlandbahnhofs ein Sportplatz gebaut und später zum Stadion als Zollinlandplatz ausgebaut, auf dem der Turn- und Sportverein Bremerhaven 93 seine Heimspiele austrug. Diese Fläche sollte in den 1970er Jahren für den Ausbau der städtischen Entwicklung genutzt werden; ein neues Stadion musste gebaut werden.
Im Stadtteil Lehe wurde westlich der Gaußschule zwischen der Siedlung Eckernfelde und dem Autobahnzubringer Cherbourger Straße /  Bremerhaven-Überseehäfen ein 8,25 Hektar großes Gelände bereitgestellt. Von Ende März 1974 bis September 1975 wurde das Stadion gebaut und 24 Mio. Mark investiert. Für die Stadiontribüne und die Gebäude mussten 410 Betonpfähle mit einer Länge von bis zu 15 Meter in den schluffigen Marschenboden gerammt werden.
Das ovale Stadion mit seinem Rasenplatz und einer achtspurigen Kunststofflaufbahn bot 15.000 Zuschauern Platz. Auf den weiteren Außenflächen entstanden zwei große und mehrere kleinere Spielfelder auf Naturrasen, Kunstrasen und auf Rotgrandbelag. Zum Sportpark gehören weiterhin eine große Sporthalle mit einer Gymnastikhalle, ein überdachtes 50 Meter-Sportbad mit Hubboden, ein Lehrschwimmbecken, eine Sauna und diverse Sonderräume sowie das Restaurant Nordseestadion OSC. Seit 2010 verfügt die große Halle über eine ausziehbare Sitztribüne, auf der bis zu 300 Personen einen Platz finden.
Das Stadion war dem Großverein OSC Bremerhaven zur alleinigen Nutzung überlassen worden. Der Verein war 1972 aus einer Fusion mehrerer Bremerhavener Vereine entstanden. Die Stadiongröße war ausgerichtet auf den Spielbetrieb der Fußballmannschaft, die noch in der damaligen dritthöchsten, der Amateur-Oberliga Nord spielte und zweimal in die 2. Bundesliga aufstieg. Nach dem Abstieg 2018/19 aus der Bremen-Liga befindet sich der OSC Bremerhaven in der sechstklassigen Landesliga Bremen. Seit 1987 führt die Stadt den Sportpark und das Schwimmbad steht für die öffentliche Nutzung als Bad 3 bereit.
In der ersten Hauptrunde im DFB-Pokal 2005/06 musste der FC Schalke 04 zum FC Bremerhaven reisen. Die Pokalpartie lockte 9.897 Zuschauer in das Nordsee-Stadion, die eine 0:3-Niederlage der Bremerhavener sahen. Auch die Partie der Leher Turnerschaft gegen den 1. FC Köln (0:5) in der ersten Hauptrunde des DFB-Pokals 2017/18 fand im ausverkauften Nordsee-Stadion statt.
Neben den regelmäßigen Fußballspielen war das Stadion Austragungsort verschiedener nationaler und internationaler Großveranstaltungen.